# 華原縣
華原縣，中国古代的县。
隋文帝开皇六年（586年）改泥阳县置華原縣，为宜州治，治今陕西省铜川市耀州区。隋炀帝大业三年（607年），属京兆郡。唐高祖武德元年（618年）再为宜州治。唐太宗贞观十七年（643年）宜州废，華原縣属雍州。唐睿宗垂拱二年（686年）改名永安县。唐中宗神龙元年（705年）复名华原县。唐玄宗开元元年（713年）雍州改为京兆府，唐昭宣帝天祐三年（906年）在華原县置耀州。经历岐国、后梁、后唐、后晋、后汉、后周、北宋、刘齐、金朝，元世祖至元元年（1264年）省入耀州。